# Chris Newman (zvukař)
Chris Newman (* 17. února 1940 New York) je americký zvukař. Celkem osmkrát byl nominován na Oscara, za filmy: Francouzská spojka (1971), Kmotr (1972), Vymítač ďábla (1973), Sláva (1980), Amadeus (1984), Chorus Line (1985), Mlčení jehňátek (1991) a Anglický pacient (1996). Třikrát cenu získal (Vymítač ďábla, Amadeus a Anglický pacient). Mezi další filmy, na kterých pracoval, patří Ragtime (1981) a Láska přes internet (1998). Později se věnoval například pedagogické činnosti na School of Visual Arts.